# Андерсен, Фредерик
Фредерик Андерсен (дат. Frederik Andersen; родился 2 октября 1989, Хернинг, Дания) — датский хоккеист, вратарь клуба НХЛ «Каролина Харрикейнз»

## Карьера

### Клубная
Фредерик Андерсен начинал свою карьеру в составе родного клуба «Хернинг». В 2009 году перешёл в один из сильнейших хоккейных клубов страны «ХК Фредериксхавн». В этом же сезоне дебютировал в национальной сборной. В конце года был задрафтован клубом из НХЛ «Каролиной Харрикейнз».
После ЧМ-2011 подписал контракт со шведским клубом «Фрёлунда». В нём Андерсену быстро удалось стать основным голкипером. В первом своём сезоне в Швеции он выиграл вратарские состязания в трёх категориях: процент отбитых бросков (94,1 %), среднее количество пропущенных за игру голов (1,67), количество игр «на ноль» (7), став первым датчанином, возглавившим топ элитного европейского чемпионата. Играет в стиле баттерфляй. В конце 2011 года был признан лучшим хоккеистом сезона в Дании.
В 2012 году был повторно задрафтован клубом НХЛ «Анахайм Дакс». Первую половину сезона 2012/2013 за океаном Андерсен провел в фарм-клубе «Норфолк Эдмиралс», выступающем в АХЛ. С конца первенства был переведен в основной состав «Анахайма». В сезонах 2014/15 и 2015/16 стал основным голкипером команды в регулярном чемпионате и матчах плей-офф, где дошёл с «Анахаймом» до финала Западной конференции.
21 июня 2016 года по окончании трехлетнего контракта новичка был обменян в «Торонто Мейпл Лифс», с которым подписал 5-летний контракт, на драфт-пики 2016 и 2017 годов.
20 января 2025 года провёл 500-й матч в регулярных сезонах НХЛ. 23 января 2025 года в своём 501-м матче одержал 300-ю победу в регулярных сезонах НХЛ. Андерсен стал 42-м вратарём в истории НХЛ, достигшим этой отметки. Только Андрей Василевский затратил на 300 побед меньше матчей (490).

### Международная
Вызывался в юношеские и молодёжные сборные Дании. Был основным вратарем сборной Дании на Чемпионатах мира 2010, 2011 и 2012 годов.

## Семья
Фредерик Андерсен — выходец из хоккейной семьи. Его отец Эрнст Андерсен также в своё время защищал ворота сборной Дании. Брат — Себастьян Андерсен играет в клубе «Хернинг» и входит в юношескую сборную страны. Помимо них, дядя — Петер Нордстрём шведский хоккеист также выступал на позиции вратаря.

## Награды и достижения
| Награда                   | Год        |
| ------------------------- | ---------- |
| НХЛ                       |            |
| Сборная всех новичков     | 2014       |
| Уильям М. Дженнингс Трофи | 2016, 2022 |